# Herman Tollius

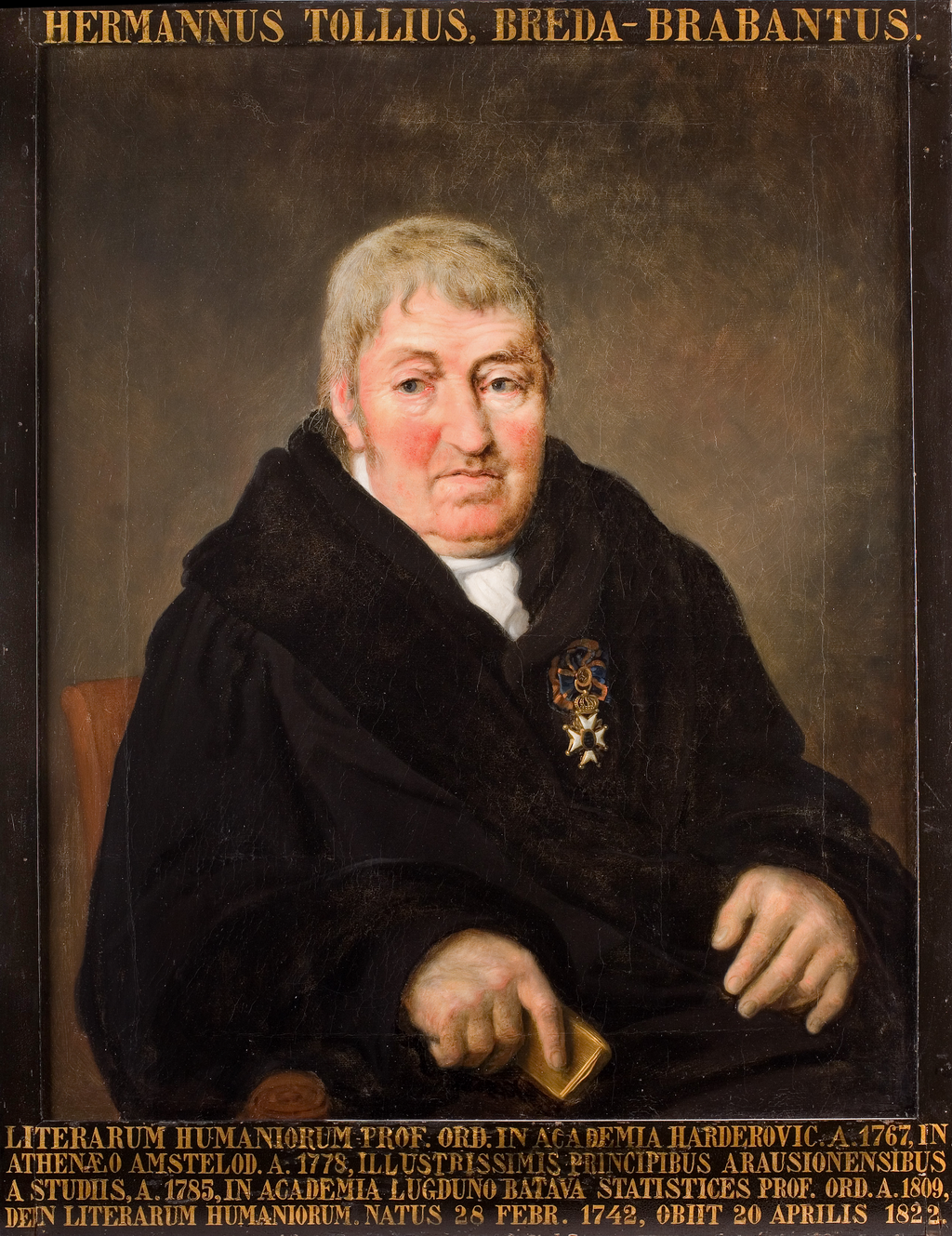
Herman Tollius

Herman Tollius (* 28. Februar 1742 in Breda; † 29. April 1822 in Leiden) war ein niederländischer Philologe, Historiker und Jurist.

## Leben
Der Sohn des Juristen und Philippus Johannes Tollius († 1746) und dessen Frau Bertha Stuerman hatte bereits im Alter von vier Jahren seinen Vater verloren. Der Bruder seiner Mutter, Jan Jacob Stuerman, nahm sich seiner und der Mutter an und sorgte für die Erziehung. Im Alter von zehn Jahren zog Tollius mit seiner Mutter nach Leiden, wo er die Lateinschule besuchte. Aufgrund seiner Begabung konnte er sich bereits im Alter von dreizehn Jahren am 7. März 1755 als Student der Literatur und Rechtswissenschaften an der Universität Leiden immatrikulieren. Am 4. September 1758 schloss er sein Studium an der Lateinschule ab und besuchte die juristischen Vorlesungen bei Johann Conrad Rücker (1691–1778) und Gerlach Scheltinga (1708–1765). In den klassischen Sprachen waren Tiberius Hemsterhuis und David Ruhnken seine Lehrer. In der Mathematik bildeten ihn Pieter van Musschenbroek und Johannes Lulofs (1711–1768).
1763 hatte er sein Studium, mit der am 3. Juni 1763 erfolgten Promotion zum Doktor der Rechte, beendet und wurde Rechtsanwalt in Den Haag. 1766 übertrug man ihm die Professur der Geschichte, Rhetorik und griechischen Sprache an der Universität Harderwijk. Hier beteiligte er sich auch an den organisatorischen Aufgaben der Hochschule und war 1770 Rektor der Alma Mater. 1776, nach dem Tod seiner Frau, legte er die Professur nieder, um eine Studienreise nach Frankreich zu unternehmen. In Paris bot man ihm, als Nachfolger von Pieter Burman dem Jüngeren, die Gymnasialprofessur der Geschichte und Philologie am Athenaeum Illustre in Amsterdam an, die er am 27. September 1777 antrat. Während jener Zeit hatte er mehrere Werke in Latein und Niederdeutsch verfasst und auch Gedichte veröffentlicht. Diese Stellung gab er am 5. Oktober 1784 auf, um am 28. Februar 1785 als Lehrer der Prinzen von Nassau-Oranien in die Dienste des Statthalters Wilhelm V. von Nassau-Oranien zu treten. Er begleitete den Erbprinzen auf einer Bildungsreise nach Deutschland und Ende 1789 auch an die Universität Leiden.
Da der Statthalter 1795 von den Franzosen vertrieben wurde und nach England flüchtete, begab sich Tollius nach Osnabrück und später nach Braunschweig. 1798 bis 1809 verwaltete er in Deutschland als Geheimrat die von Wilhelm in Polen erworbenen Gebiete. Während jener Zeit stand er mit Willem Bilderdijk in Briefwechsel, mit dem er sich über Literatur austauschte und der ihm über die Lebensumstände in Holland berichtete. Auf Antrag von Louis Napoleon Bonaparte kehrte er 1809 nach Holland zurück, wo man ihm an der Universität Leiden die Professur der Statistik, Diplomatie und niederländischen Geschichte übertrug. 1812 wechselte er auf die Professur für griechische Sprache und 1814 übernahm er die Professur der lateinischen Sprache. Am 16. Oktober erfolgte seine Emeritierung und er starb 1822 in Leiden. Tollius war Ritter des Ordens des Nederlandse Leeuw (deutsch: niederländischen Löwen). Er war auch 1766 Gründer der Gesellschaft für Niederländische Literatur in Leiden.

## Familie
Tollius war drei Mal verheiratet. Seine erste Ehe war er mit Johanna Bernardina Burnet eingegangen. Die Ehe blieb kinderlos. Aus seiner zweiten Ehe mit Johanna Schoorn gingen zwei Töchter hervor. Die Tochter aus jener Ehe Bartha Hermina Bennet-Tollius (* 21. Mai 1780 in Amsterdam; † 14. Dezember 1847 ebenda) veröffentlichte unter dem Titel Onze Uitlandigheid einen Bericht über die Zeit der Familie in Deutschland. Nach dem Tod seiner zweiten Frau heiratete er Elizabeth Suzanna Detmers, welche Ehe ebenfalls kinderlos blieb.

## Werke (Auswahl)
- Oratio qua demonstratvr etiamnvm svperesse in Graecis literis ex qvo graviores disciplinae decvs et praesidivm capere possint. Harderwijk, 1767, (Online)
- Oratio pro Virorum illustrium gloria ab historiarum interprete non temere obscuranda. 1770 (Rektoratsrede)
- Nederduitse spraakkunst. 1773
- Oratio, de Gerardo Johanne Vossio, grammatico perfecto. Amsterdam 1778
- Staatkundige Geschriften, betreffende eenige gewigtige gebeurtenissen in de Vereenigde Nederlanden, gedurende de jaren MDCCLXXXVI, MDCCLXXXVII, en vervolgens. Den Haag 1814, 3 Bände
- Oratio de fine statistices, quae vocatur, hodiernae. Leiden 1809 (Online)
- ΑΠΟΛΛΩΝΙΟΥ ΛΕΞΙΚΟΝ. - Apollonii Sophistae Lexicon graecum Iliadis et Odysseae. Leiden 1788, (Online)